# جنگل کوچک (فیلم ۲۰۱۸)
جنگل کوچک (انگلیسی: Little Fores) یک فیلم درام محصول سال ۲۰۱۸ کره جنوبی بر پایه مجموعه مانگایی با همین نام اثر دایسوکه ایگاراشی است که نخستین بار در سال ۲۰۰۲ منتشر شد.

## داستان
سونگ هه وون (کیم ته ری) پس از رد شدن در آزمون ملی صلاحیت برای معلمی، کار پاره وقتش را در سئول رها می‌کند و دهکده کوچکی که در آنجا بزرگ شده بود، بازمی‌گردد.

## بازیگران
- کیم ته ری در نقش سونگ هه وون[۵]
- ریو جون یول در نقش لی جه ها[۶]
- مون سو ری در نقش مادر[۷]
- جین کی جو در نقش جو اون سوک
- پارک وون سانگ در نقش پستچی (حضور ویژه)
- جونگ جون وون در نقش هون یی (حضور ویژه)